# Аделхайд фон Бургзолмс
Вижте пояснителната страница за други личности с името Аделхайд.
Аделхайд фон Бургзолмс (на немски: Adelheid von Burgsolms; † 9 юли 1332) е графиня от Золмс-Бургзолмс-Спонхайм и чрез женитба господарка на Вестербург във Вестервалд.
Тя е дъщеря на граф Хайнрих III фон Золмс-Бургзолмс-Спонхайм († 1314) и съпругата му Лиза фон Изенбург-Лимбург († сл. 1328), дъщеря на граф Йохан I фон Изенбург-Лимбург († 1312) и първата му съпруга Елизабет фон Геролдсек († сл. 1285).

## Фамилия
Аделхайд фон Бургзолмс се омъжва за Зигфрид II фон Вестербург († 1315), големия син на Хайнрих I фон Рункел-Вестербург († 1288) и съпругата му Агнес фон Изенбург († сл. 1319), дъщеря на Герлах I фон Лимбург-Щаден († сл. 1289). Те имат децата:

- Райнхард I фон Вестербург († 1353), женен I. 1331 г. за Берта (Бехте) фон Фалкенщайн († 1342), II. 1343 г. за Кунигунда фон Меренберг († сл. 1360)
- Хайнрих († 1321)
- Имагина фон Вестербург († 1388), омъжена 1339 г. за граф Хайнрих I фон Насау-Байлщайн († 1380)